# Parimarjan Negi
Parimarjan Negi (Nova Delhi, 9 de febrer de 1993), és un jugador d'escacs indi, que té el títol de Gran Mestre des de 2006. L'1 de juliol de 2006, a l'edat de 13 anys, 4 mesos, i 22 dies, va esdevenir el segon Gran Mestre més jove de tots els temps.
Tot i que es manté inactiu des del febrer de 2019, a la llista d'Elo de la FIDE de l'agost de 2020, hi tenia un Elo de 2639 punts, cosa que en feia el jugador número 8 de l'Índia, i el número 134 del rànquing mundial. El seu màxim Elo va ser de 2671 punts, a la llista d'octubre de 2013 (posició 79 al rànquing mundial).

## Prodigi dels escacs
El 2004 fou tercer al campionat del món Sub-12 a Heraklio (el campió fou Zhao Nan).
El juliol de 2005, amb dotze anys, va obtenir la seva darrera norma i el títol de Mestre Internacional a Catalunya, a l'Obert d'escacs de Sort.
El 6 de gener de 2006, va obtenir la seva segona norma de GM al Festival d'escacs de Hastings, on hi puntuà 6/10, amb una performance de 2568. Negi hi va acabar en 16è lloc, quan tenia només 12 anys, 10 mesos, i 29 dies d'edat. L'1 de juliol de 2006, a l'edat de 13 anys, 4 mesos, i 22 dies, va esdevenir el segon GM més jove de tots els temps (només rere Serguei Kariakin), en obtenir la seva tercera norma de GM a la Superfinal del Campionat de la Regió de Chelyabinsk, a Satka, Rússia, quan va entaular la seva partida amb el GM rus Ruslan Sxerbakov i acabà la competició amb 6/9 punts. D'aquesta manera, Negi va substituir Pendyala Harikrishna com al GM indi més jove de la història.

## Resultats destacats en competició
El juny de 2008 Negi va guanyar el fort Obert Internacional de Filadèlfia amb una puntuació de 7/9, imbatut. El juliol de 2009 va guanyar la Politiken Cup a Copenhagen amb 8½/10, superant en Borís Àvrukh al matx de desempat.
El 2011, empatà als llocs 1r-5è amb Oleksandr Aresxenko, Iuri Kuzúbov, Markus Ragger i Ni Hua a la IXa edició del Parsvnath Open També el 2011 empatà als llocs 2n–5è amb Murtas Kajgalíev, Csaba Balogh i Jon Ludvig Hammer al 13è Campionat Obert de Dubai.
Entre l'agost i el setembre de 2011 participà en la Copa del món de 2011, a Khanti-Mansisk, un torneig del cicle classificatori pel Campionat del món de 2013, i hi tingué una bona actuació. Avançà fins a la segona ronda, quan fou eliminat per Teimur Radjàbov (½-1½).
El 2012 fou segon al fort obert d'escacs de Cappelle-la-Grande, empatat a 7 punts amb quatre jugadors, per darrere del campió Pentala Harikrishna. El 2013 fou campió de nou de la Politiken Cup amb 9 punts de 10.